# Langtved (Flødstrup Sogn)
 For alternative betydninger, se Langtved. (Se også artikler, som begynder med Langtved)
Langtved er en lille landsby, der ligger på det østlige Fyn i Flødstrup Sogn, Nyborg Kommune; Landsbyen tilhører Region Syddanmark. Langtved havde tidligere en kommunal skole, indviet i 1896; den gik fra børnehaveklasse – 6. klasse, men den lukkede i 2011 og nu er der en friskole som åbnede 15. august 2011. Derudover er der en skytte-, gymnastik- og idrætsforening, forsamlingshus og foredragsforening. Byen havde i perioden 1978-1995 også en købmand. Der er offentlige transportmidler til Nyborg, Kerteminde og Odense. 
|  | Denne artikel om lokaliteten Langtved (Flødstrup Sogn) kan blive bedre, hvis der indsættes et (bedre) billede. Du kan hjælpe ved at afsøge Wikimedia Commons for et passende billede eller lægge et op på Wikimedia Commons med en af de tilladte licenser og indsætte det i artiklen. |

55°23′40″N 10°41′17″Ø / 55.39444°N 10.68806°Ø